# マイク・トレゾール・エンダイシミイェ
マイク・トレゾール・エンダイシミイェ（Mike Trésor Ndayishimiye、1999年5月28日 - ）は、ベルギー・アントウェルペン出身のサッカー選手。バーンリーFC所属。ポジションはMF。

## クラブ歴
2018年9月21日、エールステ・ディヴィジのヘルモント・スポルト戦にて78分に途中交代でNECナイメヘンにおけるトップチームデビューを飾った。
2019年9月2日、エールディヴィジのヴィレムIIに1シーズンの契約で期限付き移籍をした。同年10月30日のCVクイックとのカップ戦ではハットトリックを記録した。
2021年7月、KRCヘンクと契約した。
2023年9月1日、2023-24シーズンはプレミアリーグのバーンリーFCへレンタル移籍することが決定した。シーズン終了後の5月21日。バーンリーへの完全移籍が発表された。

## 代表歴
2023年6月17日に行われたUEFA EURO 2024予選のオーストリア代表戦でベルギーA代表初出場を記録した。

## 人物
- 父親は元ブルンジ代表のフレディ・エンダイシミイェ。